# Dunaharaszti autóbusz-állomás
Dunaharaszti autóbusz-állomás egy közlekedési csomópont Pest vármegyében, Dunaharaszti településen. Közvetlenül a Budapest-Ráckeve vasútvonal Dunaharaszti-külső HÉV vasútállomása mellett található. A MÁV-VOLÁN megállónévjegyzékében Dunaharaszti, HÉV-állomásként szerepel.

## Története
1926-ban indult az első menetrend szerinti autóbuszjárat Soroksárról Dunaharasztin át Alsónémedire. A járatot a Dunaharaszti–Alsónémedi autóbuszvállalat üzemeltette. 1927-ben a járatokat sűrítették, bevezették a csak Dunaharaszti és Alsónémedi között közlekedő járatokat. 1930-ban a menetrend szerinti autóbusz-járat napi 7-8 alkalommal közlekedett. Dunaharaszti és Taksony között kísérleti jelleggel 1928 őszén a BHÉV autóbuszjáratot szervezett, de igénybevétel hiánya miatt hamarosan megszüntette. 2010-2011-es felújítás során a kocsiállások és az utasperonok aszfalt helyett térkőburkolatot kaptak, valamint fedett utasvárók kerültek kiépítésre.

## Kialakítása
Az állomás 6 kocsiállásból áll, melyből 2 Budapest, 4 pedig Baja irányába indít járatokat. A 6 kocsiállásból 3-3-at a MÁV-VOLÁN és a Ventona-Trans Kft. használ. A megállóhelyek az úttest két oldalán helyezkednek el, az autóbuszoknak kijelölt fordulókban van lehetőség megfordulni. 

## Állomást érintő járatok
1110
 650, 653, 654, 655, 659, 660, 661, 679
 1, 1Y, 2, 3, 4, 14, 20